# التیمیت فریزبی

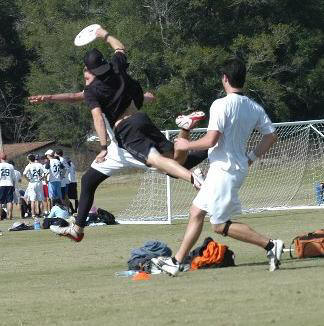
آلتیمیت فریزبی

آلتیمیت فریزبی (به انگلیسی: Ultimate Frisbee) نوعی بازی ورزشی با بشقاب پرنده است که در اصل از ایالات متحده آمریکا سرچشمه گرفت است. امتیاز گیری در این بازی با پاس دادن به همگروه خود که در سوی مخالف زمین قرار گرفته‌است، صورت می‌گیرد. این رشته ورزشی هم‌اکنون توسط کمیته بین‌المللی المپیک به رسمیت شناخته شده است و در المپیک ۲۰۲۴ به ورزش‌های المپیکی اضافه خواهد شد.
جهت اطلاعات بیشتر ؛
استاد محسن کلانتری ( رئیس کمیته استان گلستان ) با شماره تماس ۰۹۱۱۷۹۲۱۰۹۳ تماس بگیرید.

## تاریخچه بازی

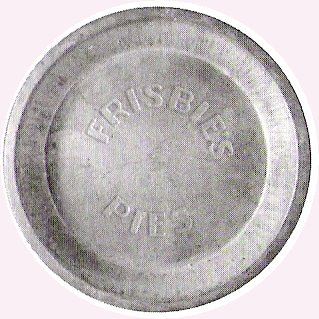
تصویری از یک فریزبی قدیمی

شاگردهای جوئل سیلور و جَرِد کس، با کمک جانی هاینز و هِلرینگ بازی التیمیت فریزبی را سال ۱۳۴۶ در دبیرستان کلمبیا نیو جرسی اختراع کردند. بازی اول در سال ۱۳۴۷ بین شورای دانش آموزان و کارکنان روزنامه دانش آموزان دبیرستان کلمبیا صورت گرفت.

## قوانین بازی آلتیمیت فریزبی[۶]
این بازی در زمینی مستطیل  شکل به طول 100 و عرض 37 متر انجام می شود. زمین بازی آلتیمیت فریزبی به سه قسمت تقسیم می شود. دو قسمت 18 متری در سمت هر تیم و یک قسمت 64 متری در میانه.

زمین بازی آلتیمیت فریزبی

1. هر تیم متشکل از 7 بازیکن می باشد که وظیفه دارند بشقاب بازی را توسط پاس کاری به انتهای زمین حریف برسانند.
2. بازی با قرارگیری هر تیم در قسمت دفاعی خود که ابتدای 18 متری اول زمین می باشد آغاز می گردد.یک تیم مهاجم و تیم دیگر مدافع است. تیم مدافع بشقاب پرنده ( فریزبی دیسک) برای تیم حریف پرتاب کرده و سعی میکند بشقاب بدون بیرون رفتن از زمین به دور ترین قسمت زمین تیم مدافع پرتاب شود.
3. هرگاه تیم مهاجم بتواند یک پاس صحیح بین خود، در قسمت پایانی زمین حریف به انجام رساند یک امتیاز به نفع خود به ثبت می رساند.
4. دیسک بازی در هر جهتی که پرتاب کننده بخواهد میتواند پرتاب شود. بازیکنی که دیسک را در اختیار دارد نمیتواند حرکت کند و تنها ده ثانیه فرصت خواهد داشت تا دیسک را به هم‌تیمی خود پاس بدهد.
5. هرگاه به هر دلیلی شامل خطای نگه داری بیش از ده ثانیه، یا افتادن دیسک بر روی زمین، یا قطع پاس توسط حریف، موقعیت حمله از دست برود، فورا تیم مدافع، بازی را از همان نقطه ای که تیم مهاجم دیسک را از دست داده آغاز خواهد نمود. در این حالت تیم مدافع تبدیل به تیم دارنده دیسک و مهاجم شده و تیم از دست دهنده دیسک تبدیل به تیم مدافع و دفاع کننده خواهد بود.
6. درخلال بازی بازیکنان نمیتواند تعویض شوند مگر اینکه گلی به ثبت برسد یا بازیکنی دچار مصدومیت گردد و مجبور به تعویض باشند.
7. در این بازی تماس فیزیکی با بازیکن حریف خطا محسوب می شود.
8. در این بازی  بازیکنان خود داور بازی نیز می باشند( قوانین بازی به قدری شفاف است که جای مجادله باقی نمیماند) اما در مسابقات رسمی همیشه داوری به عنوان ناظر مسابقه حضور دارد.
9. زمان مسابقه دو نیمه ی 18 دقیقه ای می باشد. این زمان بدون وقفه محاسبه شده تا زمانی که به یک دقیقه پایانی  مسابقه در هر نیمه برسیم. در این زمان هرگونه مصدومیت یا تعویض یا تایم اوت یا بیرون رفتن دیسک از داخل زمین موجب توقف زمان می شود.( برای جلوگیری از اتلاف وقت توسط تیم مدافع یا تیمی که از لحاظ امتیاز در مکان بالاتری قرار گرفته باشد.)
10. هر تیم در هر نیمه یک دقیقه تایم اوت خواهد داشت. تنها تیم مهاجم اجازه ی درخواست تایم اوت را دارا است.
11. در صورت تساوی در وقت مقرر بازی به گل طلایی خواهد رسید و هر تیمی که اولین امتیاز را بدست بیاورد تیم برنده خواهد بود.
12. داور مسابقه با پرتاب سکه  در وقت اضافه تکلیف تیم صاحب دیسک و تیم مدافع را روشن خواهد نمود.

## آلتیمیت فریزبی در ایران
رشته فریزبی به عنوان یک کمیته، زیر مجموعه فدراسیون ورزش‌های همگانی است.
در سال 1396 برای نخستین بار تیم ملی آلتیمیت فریزبی پس از اتمام مسابقات کشوری  این رشته در ارومیه تشکیل شد.
همچنین این ورزش در میان بانوان نیز با استقبال روبرو شده و هم اینک بیش از 14 تیم بانوان در مسابقات کشوری این رشته در ایران فعالیت دارند.